# Conus priscus
Espèce
Conus priscus est une espèce fossile de mollusques gastéropodes marins de la famille des Conidae.

## Taxonomie

### Publication originale
L'espèce Conus priscus a été décrite pour la première fois en 1931 par le géologue et paléontologiste germano-néerlandais Johann Karl Ludwig Martin (d) (1851-1942) dans « Dienst van den Mijnbouw in Nederlandsch-Indië, Wetenschappelijke Mededeelingen »,.